# مرکز ترقی آمریکایی
مرکز ترقی آمریکایی (انگلیسی: Center for American Progress) یک اندیشکده پژوهش سیاست عمومی ترقی خواه و سازمان مدافع است. این مرکز به گفتهٔ خود «وقف بهبود زندگی آمریکاییان از طریق ایده‌های و کنش مترقی» است. این مرکز دیدگاهی لیبرال را در مورد مسائل اقتصادی ارائه می‌کند. مقر آن در واشینگتن، دی.سی. است. رئیس کنونی آن نیرا تندن در دولت‌های اوباما و کلینتون و کمپین هیلاری کلینتون کار کرده است. اولین رئیس و مدیر عامل مرکز جان پودستا که رئیس ستاد کارکنان بیل کلینتون رئیس جمهور آمریکا بوده است. تام دشل رئیس کنونی هیئت مدیره این مرکز است. مقاله‌ای به تاریخ سال ۲۰۰۸ در تایم اظهار داشت که «از زمانی که بنیاد هریتج به راهبری انتقال رونالد ریگان کمک کرد تا کنون هیچ گروه خارج از دولت دیگری این قدر اثرگذاری نداشته است.»